# کیوی‌یروی
کیوی‌یَرْوی (به فنلاندی: Kivijärvi) یک منطقهٔ مسکونی در فنلاند است که در فنلاند مرکزی واقع شده‌است.